# Saltivska (stanice metra v Charkově)
Saltivska (ukrajinsky Салтівська) je konečná stanice charkovského metra na Saltivské lince.

## Charakteristika
Stanice je trojlodní, kdy pilíře jsou obloženy bílým a hnědým mramorem.
Stanice má dva vestibuly, ústící do okolí ulic Akademika Pavlova a Herojiv Praci.